# Docodesmus alifer
Docodesmus alifer är en mångfotingart som beskrevs av Loomis 1941. Docodesmus alifer ingår i släktet Docodesmus och familjen fingerdubbelfotingar. Inga underarter finns listade i Catalogue of Life.